# Dzwon „Jan”

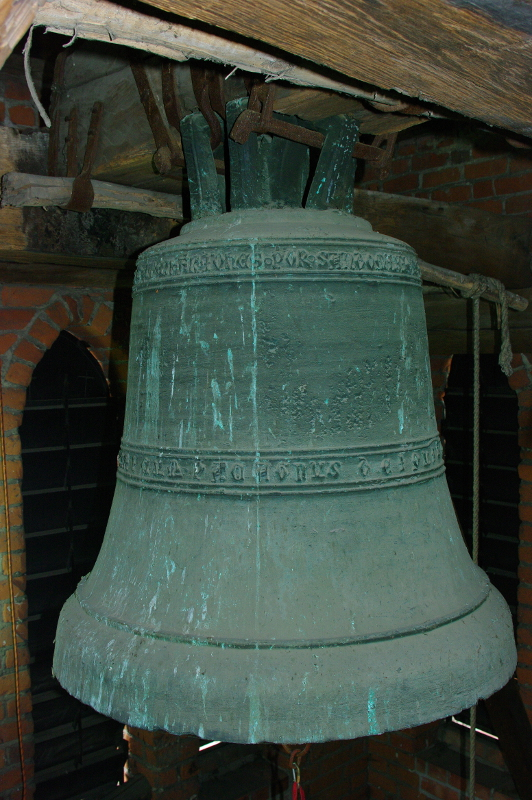
Dzwon "Jan" z 1389 roku, na wieży kościoła św. Jakuba w Sandomierzu

Jan – jeden z najstarszych średniowiecznych dzwonów w Polsce i jeden z najstarszych dzwonów kołysanych w Europie Środkowej. Znajduje się w kościele oo. Dominikanów w Sandomierzu. Odlany został przez anonimowego ludwisarza. Zawieszono go w 1389 roku.
Zdobią go dwie łacińskie inskrypcje:
Pod koroną dzwonu: 
IN NOMINE DE PATRIS ET FILII ET SPIRITUS SANCTI. AMEN. FRATER IOHANES PRIOR SANDOMIRIENSIS ANNO DOMINI M CCC L XXX IX
Polskie tłumaczenie:
W imię Ojca i Syna i Ducha Świętego. Brat Jan, przeor sandomierski. Roku Pańskiego 1389
W połowie wysokości dzwonu: 
O REX GLORIAE VENI CUM PACE. AGNUS DEI QUI TOLLIS PECCATA MUNDI MISERERE NOBIS
Polskie tłumaczenie:
O Królu chwały przyjdź z pokojem. Baranku Boży który gładzisz grzechy świata zmiłuj się nad nami.
Obecnie dzwon jest używany na największe okazje, kilka razy w roku.

## Dane
- ton uderzeniowy: Ais1
- masa: ok. 1150 kg
- średnica klosza 99 cm
- wysokość z koroną: 112 cm